# Spathosternum abbreviatum
Spathosternum abbreviatum är en insektsart som beskrevs av Boris Petrovich Uvarov 1929. Spathosternum abbreviatum ingår i släktet Spathosternum och familjen gräshoppor. Inga underarter finns listade i Catalogue of Life.